# غرباء على قطار
غرباء على قطار (1950)، هي رواية إثارة نفسية لباتريشا هايسميث. تتحدث عن رجلين يلتقيان معا ويتفقان على «المقايضة» بالقتل، بحيث لا يكونان أحد المشتبه بهم في وفاة ضحية كل منهما.
قي عام 1951، قام المخرج ألفريد هتشكوك بالتعديل على الرواية لتصلح أن تكون قصة فيلم، ظهر الفيلم بنفس العنوان: غرباء على قطار. بعد ذلك تم استعمال القصة عدة مرات وعرضها في الأفلام والتلفاز؛ بعض الأحيان باستعمال كل القصة وأخرى بأخذ أجزاء منها فقط. وفي عامي 2004 و2013 عرض كريغ وارنر الرواية على الراديو. بعدها في عام 2015، تم الإعلان عن أن المخرج ديفيد فينشر والكاتبة جيليان فلين يعملان على تأليف طبعة جديدة بالتعاون مع شركه الأفلام وارنر برذرز، حيث قيل أنها ستكون أفضل بكثير من نسخة المخرج ألفريد هيتشكوك.

## ملخص الرواية
يرغب المهندس جاي هاينز بتطليق زوجته الخائنة «ميريام» للزواج من المرأة التي يحب «آن فولكنر»، وبينما هو على متن القطار ذاهب لرؤيه زوجته، يلتقي تشارلز أنتوني برونو، وهو رجل مستهتر ومريض نفسيا، يقترح عليه فكرة «مقايضه الجرائم»، يعني أن يقوم برونو بقتل زوجة جاي «ميريام» إذا قام جاي هاينز بقتل والد برونو. ولأن لا أحد منهم سيكون له دافع للقتل فلن تتهم الشرطة أحدهم. في البداية، لا يأخد جاي هاينز كلام تشارلز بجدية ولكن تشارلز يقوم بقتل زوجته بينما جاي مسافر إلى المكسيك.
بعد ذلك، يقوم تشارلز بتبليغ جاي أنه نفذ عملية قتل زوجته، ولكن جاي يتردد هل يقوم بالتبليغ عن تشارلز أم لا، ويدرك أنه لو فعل ذلك فسيقوم برونو بإخبار الشرطة عن اتفاقهم بتبادل الجرائم، وكلما طال صمت جاي، كلما ورّط نفسه أكثر. ومع مرور الأشهر، ظلّ شعوره بالذنب يكبر في كل مرة كان يظهر تشارلز له ويطالبه بتنفيذ دوره في الاتفاق. واستمر برونو بالضغط على جاي وذلك بإرسال رسائل مجهولة إلى أحد أصدقائه أو زملائه مما دفعه في النهاية إلى قتل والد تشارلز برونو.
بعد ارتكابهما للجرائم غرق جاي بالذنب، في حين كان تشارلز يتصرف وكأن شيئا لم يكن، بل ويخلق مناسبات لرؤية جاي مع أن هذا الأخير كان يرفض التواصل معه، حتى أن تشارلز قام بحضور حفل زفاف جاى من دون دعوة. وفي هذه الأثناء، كان أحد المحققين الخاصيين يشتبه ببرونو في مقتل أبيه، ويحاول إثبات العلاقة بين تشارلز وجاي التي بدأت على متن القطار، فيشتبه أيضا بتورط تشارلز بجريمة قتل ميريام، وبسبب ذلك يصبح جاي أحد المشتبه بهم بالجريمة أيضا بسبب كلامه المتناقض حول معرفته لتشارلز.
وخلال رحلة بحرية، يقع تشارلز برونو في البحر، فيحاول جاي إنقاذه بشتى الطرق مع أن ذلك يهدد حياته هو أيضا، وفي النهاية يغرق تشارلز، ويتم إغلاق التحقيق في جريمه القتل. وفي النهاية، لا يستطع جاي التخلص من الشعور بالذنب فيقوم بالاعتراف بالجريمة لحبيب ميريام السابق الذي لا يدين بدوره جاي، بل على العكس تماما يخبره أنها كانت تستحق القتل بسبب خيانتها له. غير أن المحقق الخاص يستمع لاعتراف جاي للرجل فيواجهه بذلك، ويقوم جاي بتسليم نفسه إلى الشرطة على الفور.

## التعديلات المسرحية والإذاعية
حصل الكاتب المسرحي كريغ وارنر على الحقوق المسرحية لـ«غرباء على القطار» عام 1995، بعد ذلك، كتب النسختين المسرحية والإذاعية من القصة، وسُجلت النسخة الإذاعية وبثتها هيئة الإذاعة البريطانية بي بي سي، ثم بيعت على قرص صلب في شهر أيار سنة 2004. تم إنتاج الرواية خلال الفترة بين 2 نوفمبر 2013 إلى 22 فبراير 2014، وعرضت على مسرح غيلغيد Gielgud في شارع شافتسبري في لندن، حيث تألق فيها جاك هيوستن، لورانس فوكس، ميراندا رايزن، ايموجين ستابس، كريستيان مكاي، وميانا بيرنغ، وكانت من إخراج روبرت ألان أكرمان وسبعة منتجين آخرين من ضمنهم باربرا بروكولي.
كانت إصدارات الكاتب كريغ وارنر تتبع النص الأصلي للكاتب’ هايسميث بذكر موضوع الشذوذ الجنسي بالنص، مثل فيلم هيتشكوك. بينما، تتبع النسخة الإذاعية الرواية بشكل كبير مع وجود العديد من الاختلافات في الخاتمة. بحيث يعترف جاي في النسخة الإذاعية إلى آن وليس إلى حبيب ميريام. وينجح المحقق في حل القضية ويواجه تشارلز برونو في التفاصيل، ولكنه يرفض أن يتخذ أي إجراء لشعوره أن كلا الرجلين سيمضيان بقيه حياتهما يشعران بالذنب والخوف. تدمر برونو لأنه لم يشعر بالأمان قط ولم يلقَ الدعم والحب من جاي، فقام بالانتحار أمام جاي بالوقوف على سكة الحديد والموت تحت القطار العابر. وتقنع آن جاي أن ينسى كل شيء ويعود إلى استئناف مسيرته المهنية كمعماري.

## تأثيرها على الثقافة الشعبية
تم استخدام رواية هايسميث وفيلم هيتشكوك كمرجع، وتم تقليدهم، وقلدت بشكل ساخر في بعض الأفلام مثل فيلم «رمي الأم من القطار» (Throw Momma from the Train 1987)، عندما تقبل شخص غريب (Once You Kiss a Stranger... 1969)، غرباء بوليوود (2007)، والفيلم الهندي (Visakha Express 2008)، وفيلم موران باللغه التاميلية (2011)، وأخيرا الطبعة الجديدة سنة 1996 لفيلم (عندما تلتقي بشخص غريب Once You Meet a Stranger).
أخذت بعض البرامج التلفزيونيه القصة كمرجع لها واستخدمتها في إحدى حلقاتها، مثل، CSI, Law & Order, Due South, Peep Show, Castle, Robot Chicken, and The Simpson. وفي إحدى حلقات مسلسل كاسيل التي بثت سنة 2009 لوزلي تمثل الرواية في إحدى حلقاتها. وفي إحدى حلقات مسلسل «الموت في الجنة» التي عرضت سنة 2013 تحدث جريمه قتل مستوحاة من الرواية، حيث يلتقي رجلان في اجتماع لمدمني الخمر وهناك يتفقان أن يقوم كل شخص بقتل شريك الآخر.
وقد لوحظ شكر المخرج الإيطالي لأفلام الرعب والإثارة داريو أرجنتو لهيتشكوك على جميع أعماله، وبالذات غرباء في القطار، في فيلمه الذي عرض سنة 2005 «هل تحب هيتشكوك؟»، وكان كتاب نورا روبرت المنشور سنة 2008 «غرباء في الموت» مستوحى من رواية هايسميث وفيلم هيتشكوك، وتدور القصة تدور حول محققة في شرطة نيويورك تحاول أن تحل قضية جريمتي قتل لا علاقة لهما ببعض.
واستوحيت كلمات أغنية فرقه سونيك يوث «أدنى شك» "Shadow of a Doubt" سنة 1986 من فيلم غرباء في القطار.